# Kostel Navštívení Panny Marie (Boušín)
Kostel Navštívení Panny Marie v Boušíně, části Slatiny nad Úpou v okrese Náchod, byl postaven v letech 1682–1692 nákladem knížete Lorenza Piccolominiho na troskách starého dřevěného kostela jako jeho náhrada.[zdroj?]

## Stavba
Budova kostela je barokní, jednolodní, orientovaná, bez věže. Stěny hladké, nad kněžištěm i lodí hladké štíty, sedla kryta pálenou krytinou, nad lodí osmiboký sanktusník (doplněný až doku 1818) završený stanem. V západním průčelí polokruhový vchod, nad ním segmentové okno na kruchtu, ve štítu dvě kruhová okénka.
Loď obdélná, dlouhá 14,8 m a široká 9 m. V bocích dva páry půlkruhem zaklenutých oken stejného tvaru a velikosti jako je v jižní stěně kněžiště. Klenba valená s lunetami, kruchta prkenná na příčných trámech podepřená dvěma trámovými sloupy. Na jižní straně vchod do lodi předsíní klenutou valeně s výsečí a malým téměř čtvercovým okénkem. Triumfální oblouk segmentový. Kněžiště dlouhé 6,8 m a široké 5,5 m. Klenba křížová s ostrými hranami z malty. Na severní straně vchod do staré, na jižní straně vchod do nové sakristie.

## Interiér
Oltáře nové, na hlavním oltáři je vzácný obraz Navštívení Panny Marie z roku 1856. Jeho autorem je akademický malíř Gustav Vacek, rodák z Červeného Kostelce. Kazatelna původní visutá, řečniště osmiboké, na rozích pseudokorintské sloupky na konzolách, s hlavami andílků na dřících, se společným kládím. Mezi nimi v mušlových výklencích sošky sv. evangelistů. Osmiboká stříška s řezbou akantů, slunečnic a soškou Dobrého pastýře z konce 17. století. Cínová křtitelnice.

## Zvonice
Ke kostelu příslušná zvonice se nenalézá, jak v jiných případech obvyklé, v jeho bezprostřední blízkosti, ale v samé vsi Slatina nad Úpou, přibližně 1½ kilometru daleko.

## Bohoslužby
Bohoslužby se konají v neděli v 11.00.

## Galerie

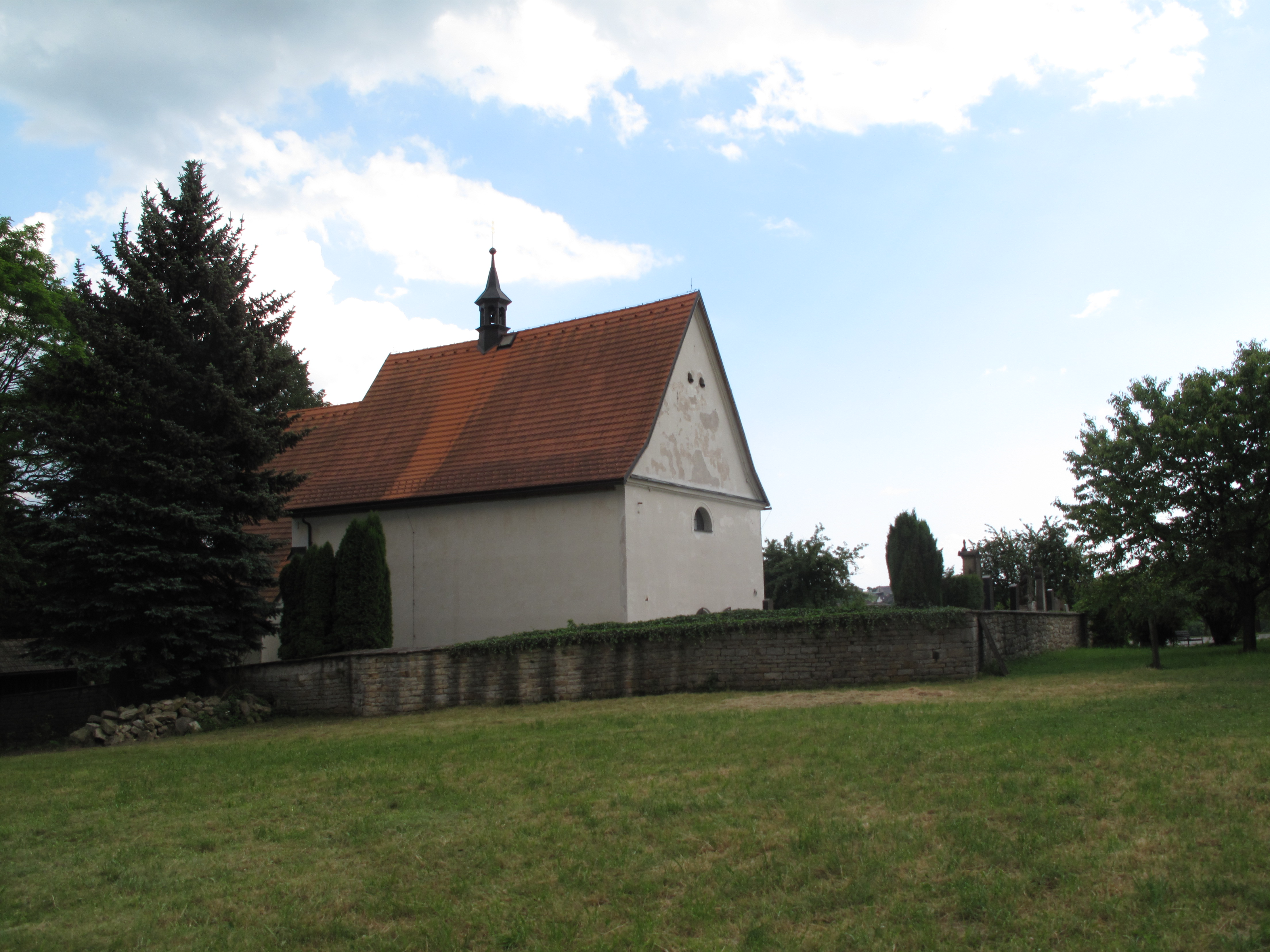
Pohled zezadu
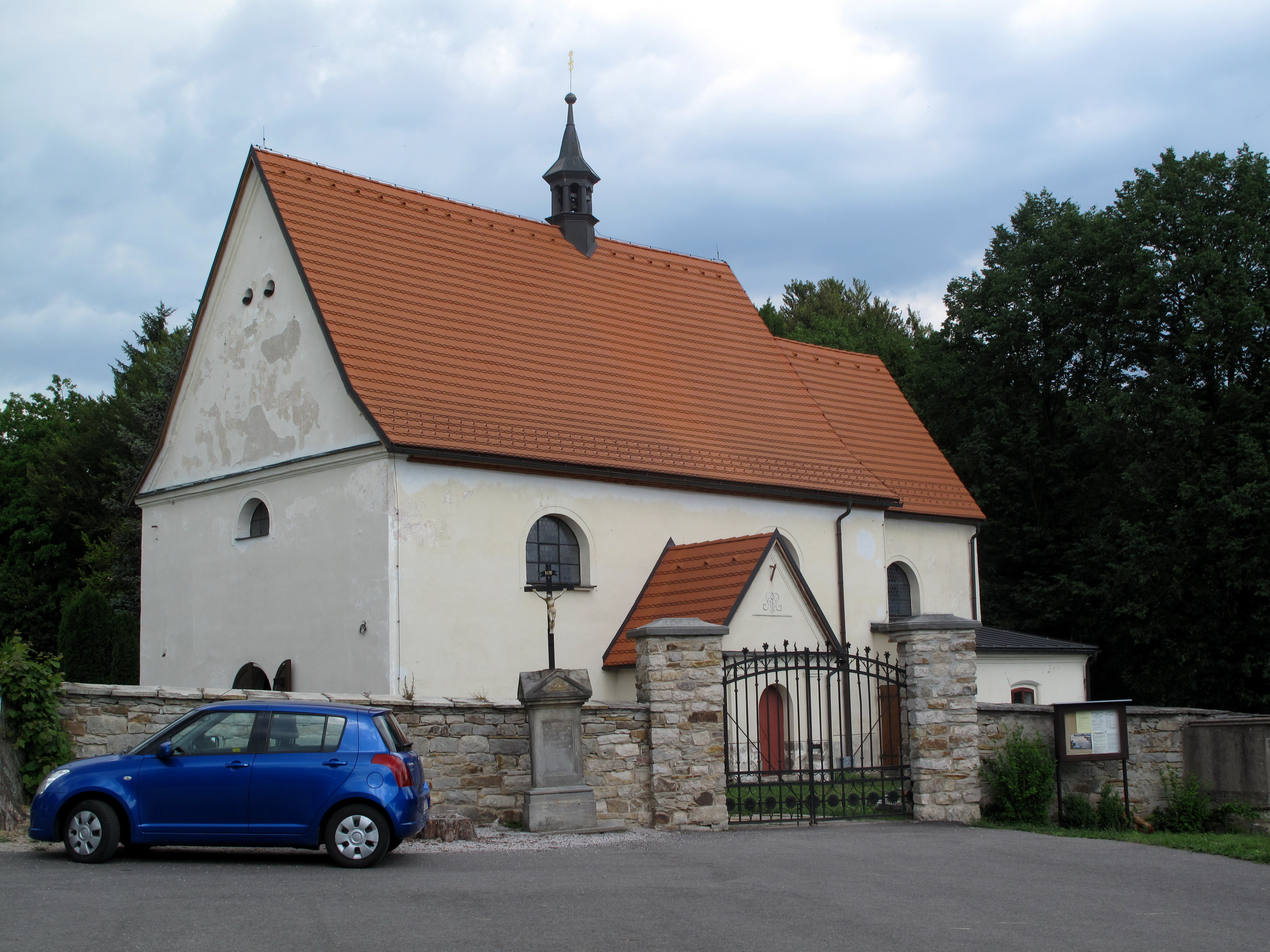
Kostel
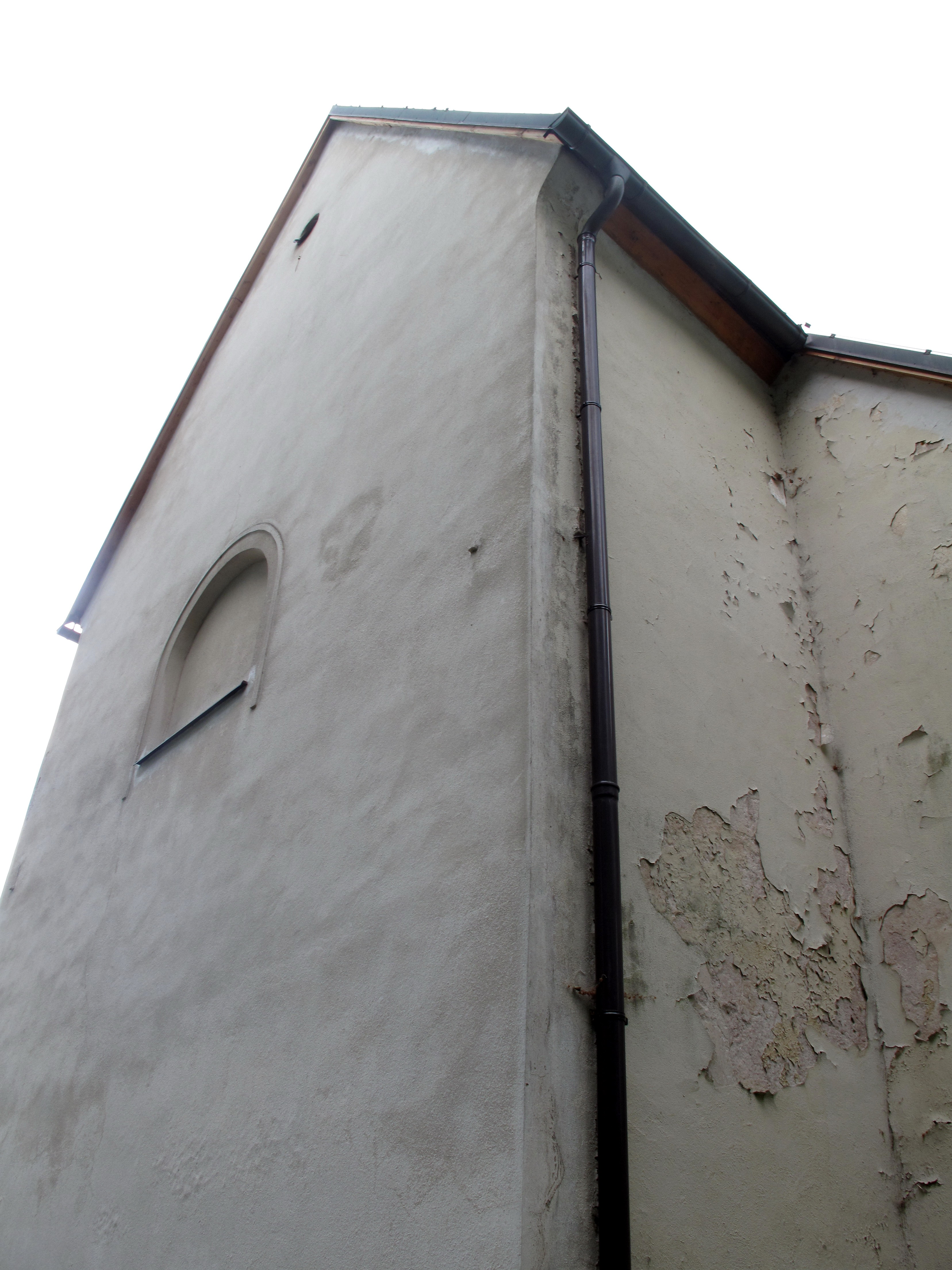
Kostel
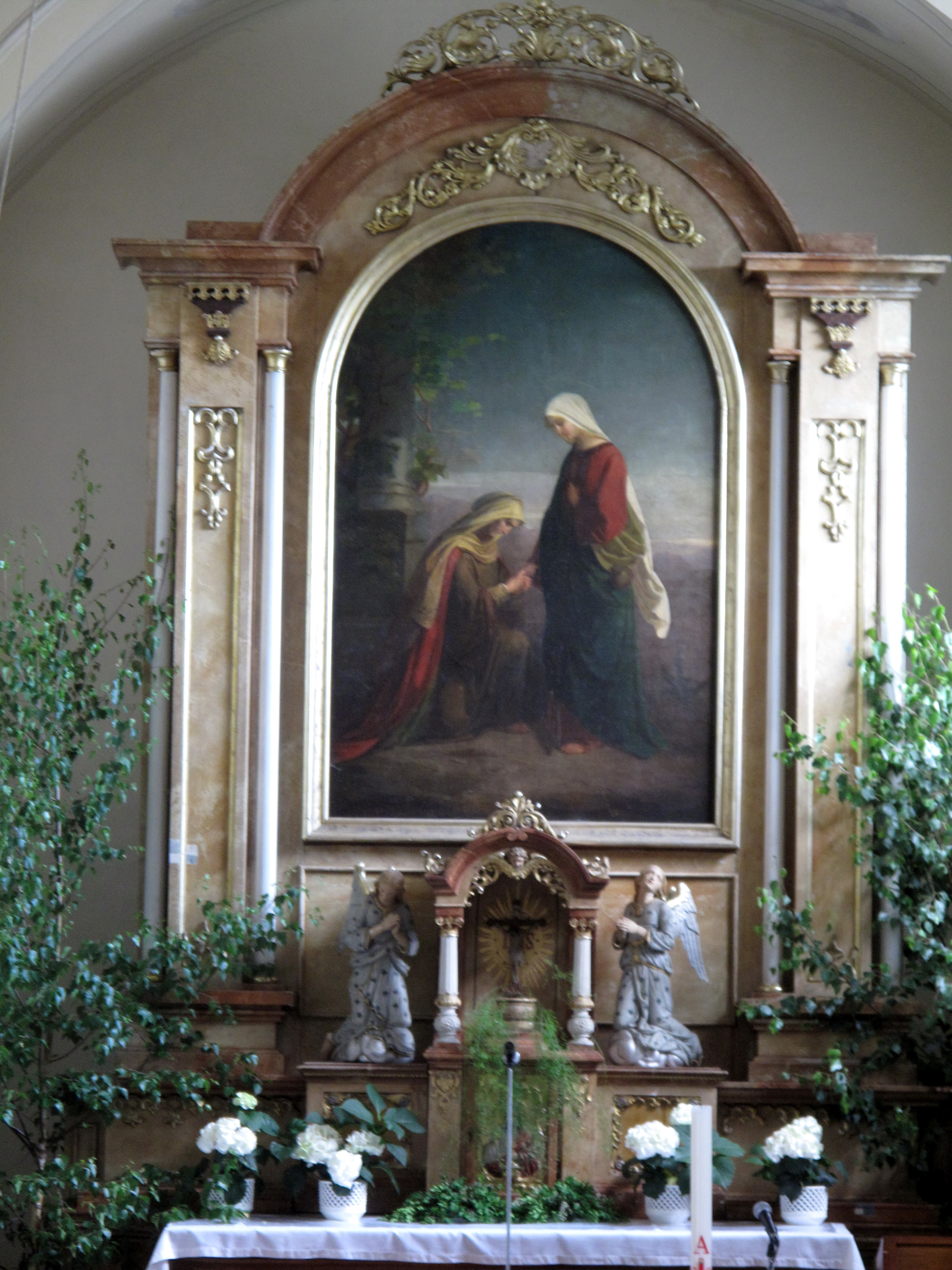
Hlavní oltář
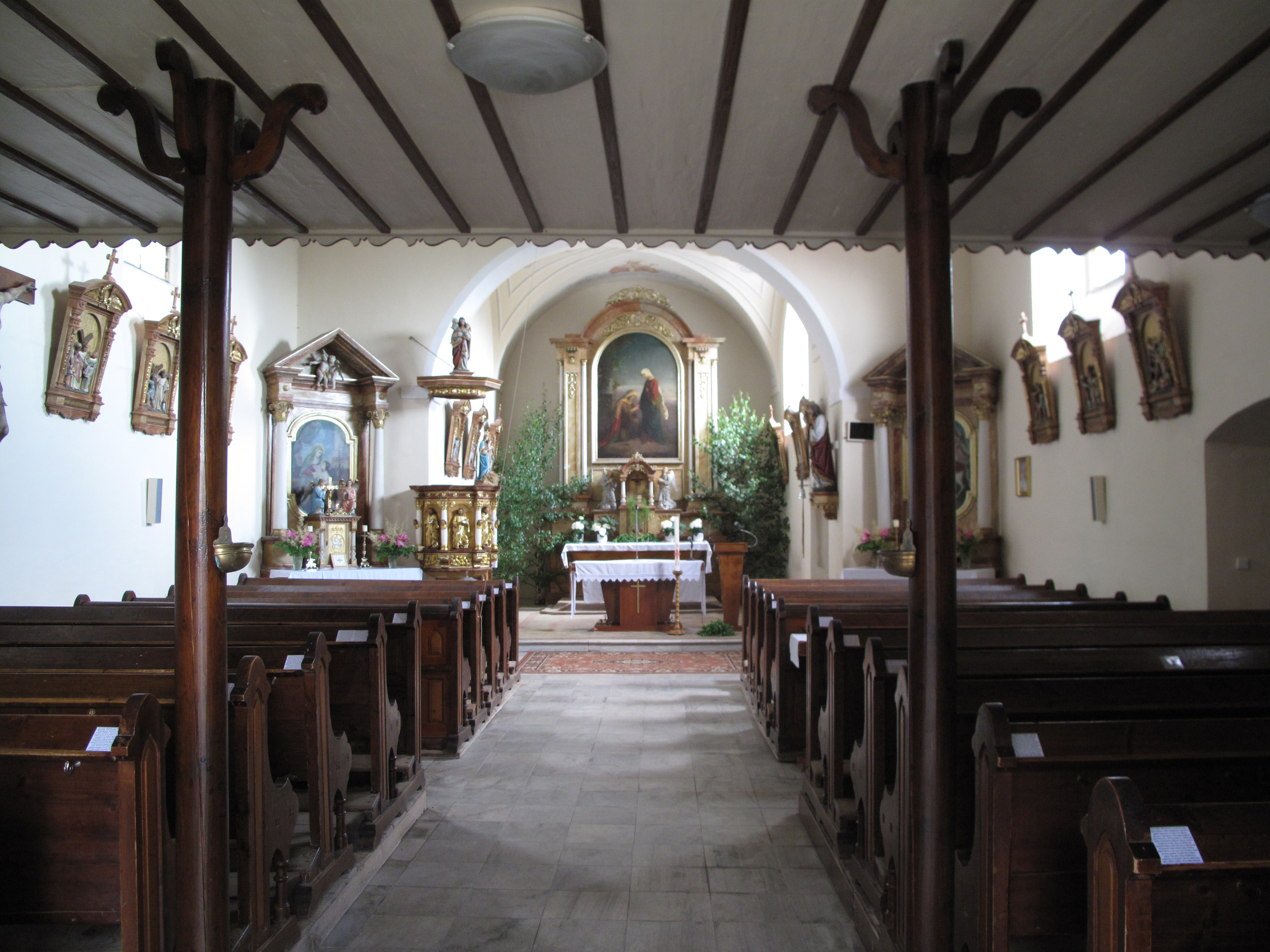
Interiér
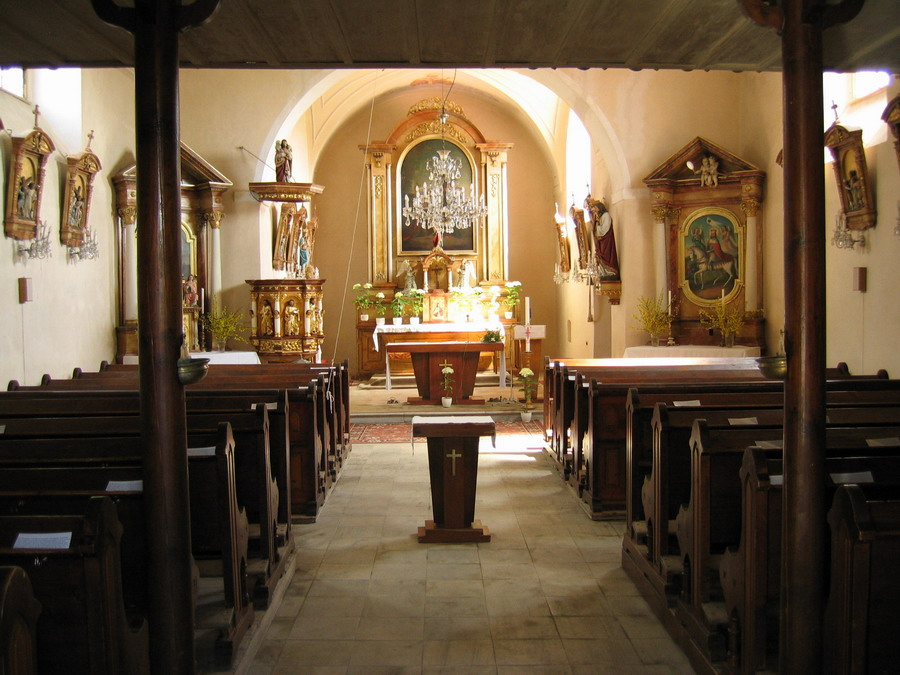
Pohled do lodi
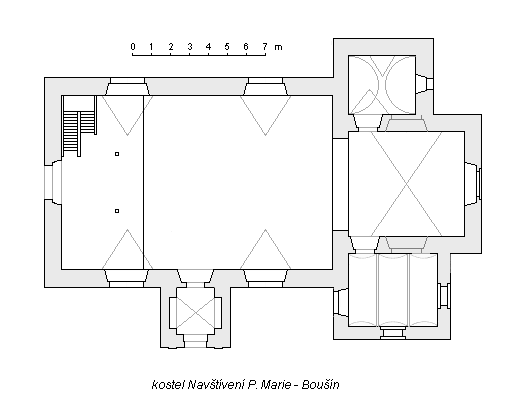
Půdorys kostela